# ロバート・ロッセン
ロバート・ロッセン（Robert Rossen, 1908年3月16日 - 1966年2月18日）は、アメリカ・ニューヨーク出身の映画監督、映画プロデューサー、脚本家である。『オール・ザ・キングスメン』や『ハスラー』で知られ、赤狩り（マッカーシズム）の時代に翻弄されつつも硬派の作品を撮り続けた。

## 人物・来歴
1908年（明治41年）3月16日、アメリカのニューヨークで生まれる。
貧困家庭で育ち、ボクサーなどの職を転々としつつ学費を稼いでニューヨーク大学で学ぶ。卒業後、理想家肌の作風でブロードウェイの舞台演出家や脚本家として頭角を現す。この当時はアメリカ共産党員としても活動していた（1945年脱党）。1936年（昭和11年）にワーナー・ブラザースによりハリウッドへ招かれ、脚本家として映画界でのキャリアをスタートさせた。1937年（昭和12年）、ロイド・ベーコン監督の『札つき女』で脚本家としてデビューした。
ロッセンはコロムビア映画に移籍し、1947年（昭和22年）に、自らの経験を活かし、ボクシングに題材を取った『ボディ・アンド・ソウル』で監督業に進出した。2作目の『オール・ザ・キングスメン』（1949年）は批評的・興行的に成功し、第21回アカデミー賞で本命視される。授賞式直前に、彼が共産党員であった過去が下院非米活動委員会への召喚によって明らかとなり、ロッセン自身は監督賞や脚本賞を逃す。同作は作品賞・主演男優賞・助演女優賞を得て辛勝したが、これ以後ロッセンは自由な映画作りが不可能になる。
1951年（昭和26年）の非米活動委員会で証言を拒否し、一旦映画界を追放された。苦悩の末に転向し、1953年（昭和28年）の委員会では多数の党員の名を証言して以後、ニューヨークやヨーロッパ、中南米を映画作りの拠点として、二度とハリウッドには戻らなかった。
彼が往時の勢いを今一度見せた作品が、1961年（昭和36年）の『ハスラー』である。ポール・ニューマンやジャッキー・グリーソン、ジョージ・C・スコットといった強面の俳優陣を配した男のドラマで本領を発揮したロッセンは、再びアカデミー賞の作品・監督・脚色賞にノミネートされた。
1966年（昭和41年）2月18日、ニューヨークで死去した。満57歳没。映画における貢献に対し、ハリウッド・ウォーク・オブ・フェーム（6841 Hollywood Blvd.）にその名を刻む。生涯の監督作は10本である。

## おもなフィルモグラフィ

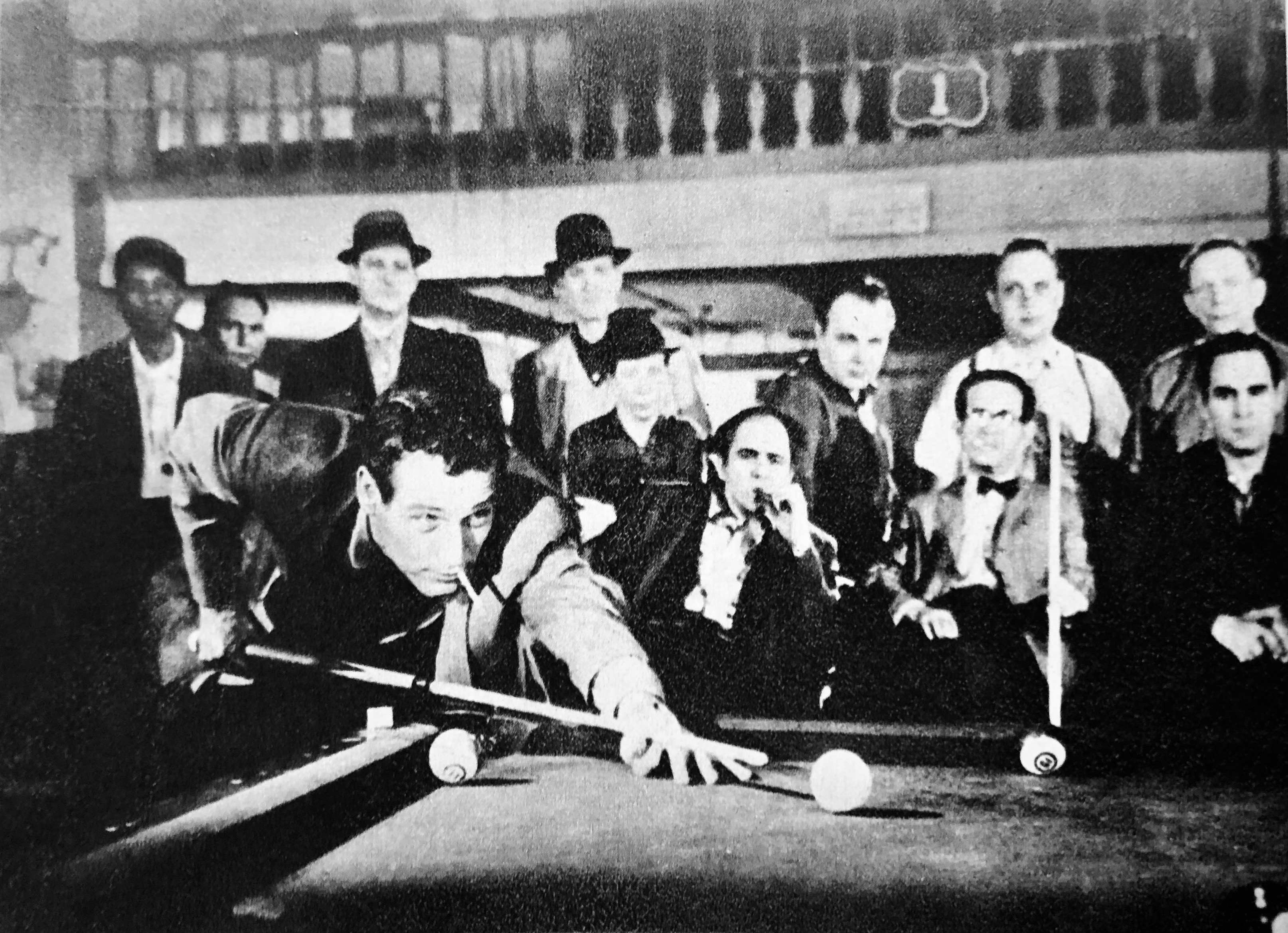
『ハスラー』（1961年）

- 『札つき女』 Marked Woman : 監督ロイド・ベーコン、マイケル・カーティス、1937年 - 脚本（脚本家デビュー作）
- 『流れ者・さすらう二人』 Dust Be My Destiny : 監督ルイス・セイラー、1939年 - 脚本
- 『彼奴は顔役だ!』 The Roaring Twenties : 監督ラオール・ウォルシュ、1939年 - 脚本
- 『海の狼』 The Sea Wolf : 監督マイケル・カーティス、1941年 - 脚本
- 『暴力に挑む男』 Edge of Darkness : 監督ルイス・マイルストン、1943年 - 脚本
- 『激戦地』 A Walk in the Sun : 監督ルイス・マイルストン、1945年 - 脚本
- 『呪いの血』 The Strange Love of Martha Ivers : 監督ルイス・マイルストン、1946年 - 脚本
- 『ジョニー・オクロック』 Johnny O'Clock : 1947年 - 監督・脚本（監督デビュー作）
- 『ボディ・アンド・ソウル』 Body and Soul : 1947年 - 監督
- 『砂漠の怒り』 Desert Fury : 監督ルイス・アレン（英語版）、1947年 - 脚本
- 『オール・ザ・キングスメン』 All The King's Men : 1949年 - 監督・プロデューサー・脚本
- The Brave Bulls : 1951年 - 監督・プロデューサー
- 『マンボ』 Mambo : 1954年 - 監督・脚本 /
- 『アレキサンダー大王』 Alexander the Great : 1956年 - 監督・プロデューサー・脚本 /
- 『日のあたる島』 Island in the Sun : 1957年 - 監督
- 『コルドラへの道』 They Came to Cordura : 1959年 - 監督・脚本
- 『ハスラー』 The Hustler : 1961年 - 監督・プロデューサー・脚本
- 『クール・ワールド』 The Cool World : 監督シャーリー・クラーク、1963年 - 戯曲原作
- 『リリス』 Lilith : 1964年 - 監督・プロデューサー・脚本（遺作）

## 関連事項
- ハリウッド・ウォーク・オブ・フェームの星の一覧
- ハリウッド・ブラックリスト

## 註
1. ↑  Robert Rossen, Internet Movie Database, 2010年4月4日閲覧。